# Кубок Естонії з футболу 2010—2011
Кубок Естонії з футболу 2010–2011 — 21-й розіграш кубкового футбольного турніру в Естонії. Титул вп'яте здобув клуб Флора.

## Календар
| Раунд        | Дата                         | Матчі | Клуби   |
| ------------ | ---------------------------- | ----- | ------- |
| Перший раунд | 29 червня - 5 серпня 2010    | 31    | 95 → 64 |
| 1/32 фіналу  | 3 серпня - 4 вересня 2010    | 32    | 64 → 32 |
| 1/16 фіналу  | 31 серпня - 7 жовтня 2010    | 16    | 32 → 16 |
| 1/8 фіналу   | 5 жовтня - 13 листопада 2010 | 8     | 16 → 8  |
| 1/4 фіналу   | 12-13 квітня 2011            | 4     | 8 → 4   |
| 1/2 фіналу   | 26 квітня 2011               | 2     | 4 → 2   |
| Фінал        | 10 травня 2011               | 1     | 2 → 1   |

## 1/16 фіналу
| Команда 1              | Рахунок      | Команда 2              |
| ---------------------- | ------------ | ---------------------- |
| 31 серпня 2010         |              |                        |
| Курессааре             | 1:5          | Калев (Сілламяе)       |
| Флора                  | 5:0          | Флора-2 (Раквере) (5)  |
| Алко (3)               | 2:1          | Арарат (Таллінн) (3)   |
| 2 вересня 2010         |              |                        |
| Отепяе (4)             | 1:1 пен. 2:3 | Лоотос (Пилва) (4)     |
| 4 вересня 2010         |              |                        |
| Нимме Калью            | 0:1          | Транс (Нарва)          |
| 8 вересня 2010         |              |                        |
| ЕМУ (4)                | 0:2          | Аякс Ласнамяе (2)      |
| Калев (Таллінн) (2)    | 2:0          | Таммека-2 (Луунья) (4) |
| Ігіліікур (5)          | 1:2          | Нимме Юнайтед (3)      |
| Таммека-2 (Тарту) (3)  | 4:3 дч       | Тарвасту (3)           |
| 15 вересня 2010        |              |                        |
| Тааксі (5)             | 1:5          | Йокер (Раасіку) (3)    |
| 21 вересня 2010        |              |                        |
| Таммека (Тарту)        | 4:0          | Атлетік (3)            |
| 22 вересня 2010        |              |                        |
| Ганвікс Тюрі (3)       | 3:0          | Кіннісвара (4)         |
| Калев-2 (Сілламяе) (4) | 3:0          | Флора (Раквере) (2)    |
| 29 вересня 2010        |              |                        |
| Нимме Калью-2 (3)      | 0:4          | Еммасте (3)            |
| Лаагрі (Сауе) (4)      | 2:3          | Ківіилі Тамме Авто (2) |
| 7 жовтня 2010          |              |                        |
| Тарту СК (3)           | 1:0          | Тулевик (Вільянді)     |

## 1/8 фіналу
| Команда 1           | Рахунок | Команда 2              |
| ------------------- | ------- | ---------------------- |
| 5 жовтня 2010       |         |                        |
| Таммека (Тарту)     | 0:1     | Транс (Нарва)          |
| 6 жовтня 2010       |         |                        |
| Флора               | 4:1     | Лоотос (Пилва) (4)     |
| Калев (Таллінн) (2) | 2:1     | Таммека-2 (Тарту) (3)  |
| Йокер (Раасіку) (3) | 3:0     | Калев-2 (Сілламяе) (4) |
| 14 жовтня 2010      |         |                        |
| Еммасте (3)         | 3:0     | Алко (3)               |
| 20 жовтня 2010      |         |                        |
| Калев (Сілламяе)    | 12:1    | Ківіилі Тамме Авто (2) |
| 27 жовтня 2010      |         |                        |
| Тарту СК (3)        | 1:0     | Ганвікс Тюрі (3)       |
| 13 листопада 2010   |         |                        |
| Аякс Ласнамяе (2)   | 4:1     | Нимме Юнайтед (3)      |

## 1/4 фіналу
| Команда 1      | Рахунок | Команда 2           |
| -------------- | ------- | ------------------- |
| 12 квітня 2011 |         |                     |
| Флора          | +:-     | Йокер (Раасіку) (4) |
| Тарту СК (3)   | 0:4 дч  | Аякс Ласнамяе       |
| 13 квітня 2011 |         |                     |
| Транс (Нарва)  | 1:0 дч  | Калев (Таллінн) (2) |
| Еммасте (3)    | 0:1     | Калев (Сілламяе)    |

## 1/2 фіналу
| Команда 1        | Рахунок        | Команда 2     |
| ---------------- | -------------- | ------------- |
| 26 квітня 2011   |                |               |
| Флора            | 6:0            | Аякс Ласнамяе |
| 13 квітня 2011   |                |               |
| Калев (Сілламяе) | 1:1 пен. 16:17 | Транс (Нарва) |

## Фінал
| 10 травня 2011 19:45 (EEST) |

| Транс (Нарва) | 0:2      | Флора                    |
| ------------- | -------- | ------------------------ |
|               | Протокол | Юргенсон 48' Дупіков 78' |

| А. Ле Кок Арена, Таллінн Глядачів: 390 Арбітр: Ганнес Каасік |